# ویل کلارک
ویل کلارک (انگلیسی: Will Clark؛ زادهٔ ۱۳ مارس ۱۹۶۴) بازیکن بیس‌بال اهل ایالات متحده آمریکا است.
از فیلم‌ها یا برنامه‌های تلویزیونی که وی در آن نقش داشته‌است می‌توان به ملکه زمین اشاره کرد.
از باشگاه‌هایی که در آن بازی کرده‌است می‌توان به سنت لوئیس کاردینالز و تگزاس رنجرز اشاره کرد.
وی در مسابقات کشوری و بین‌المللی در مجموع برندهٔ ۱ مدال نقره شده‌است.